# HEW Cyclassics 2002
La HEW Cyclassics 2002 fou la 7a edició de la cursa ciclista HEW Cyclassics. Es va disputar el 4 d'agost de 2002 sobre una distància de 253,2 quilòmetres, sent la sisena prova de la Copa del Món de ciclisme de 2002. El vencedor fou el belga Johan Museeuw (Domo-Farm Frites), que s'imposà a l'esprint a Igor Astarloa i Davide Rebellin.

## Resultats
|    | Ciclista                | Equip                    | Temps      |
| -- | ----------------------- | ------------------------ | ---------- |
| 1  | Johan Museeuw (BEL)     | Domo-Farm Frites         | 5h 43' 35" |
| 2  | Igor Astarloa (ESP)     | Saeco Macchine per Caffè | m. t.      |
| 3  | Davide Rebellin (ITA)   | Team Gerolsteiner        | m. t.      |
| 4  | Paolo Bettini (ITA)     | Mapei-Quick Step         | m. t.      |
| 5  | George Hincapie (USA)   | US Postal                | m. t.      |
| 6  | Fabio Baldato (ITA)     | Fassa Bortolo            | m. t.      |
| 7  | Cristian Moreni (ITA)   | Alessio                  | m. t.      |
| 8  | Andrea Ferrigato (ITA)  | Alessio                  | + 2"       |
| 9  | Danilo Di Luca (ITA)    | Saeco Macchine per Caffè | + 3"       |
| 10 | Romāns Vainšteins (LAT) | Domo-Farm Frites         | + 12"      |